# Pfarrhof Großweikersdorf

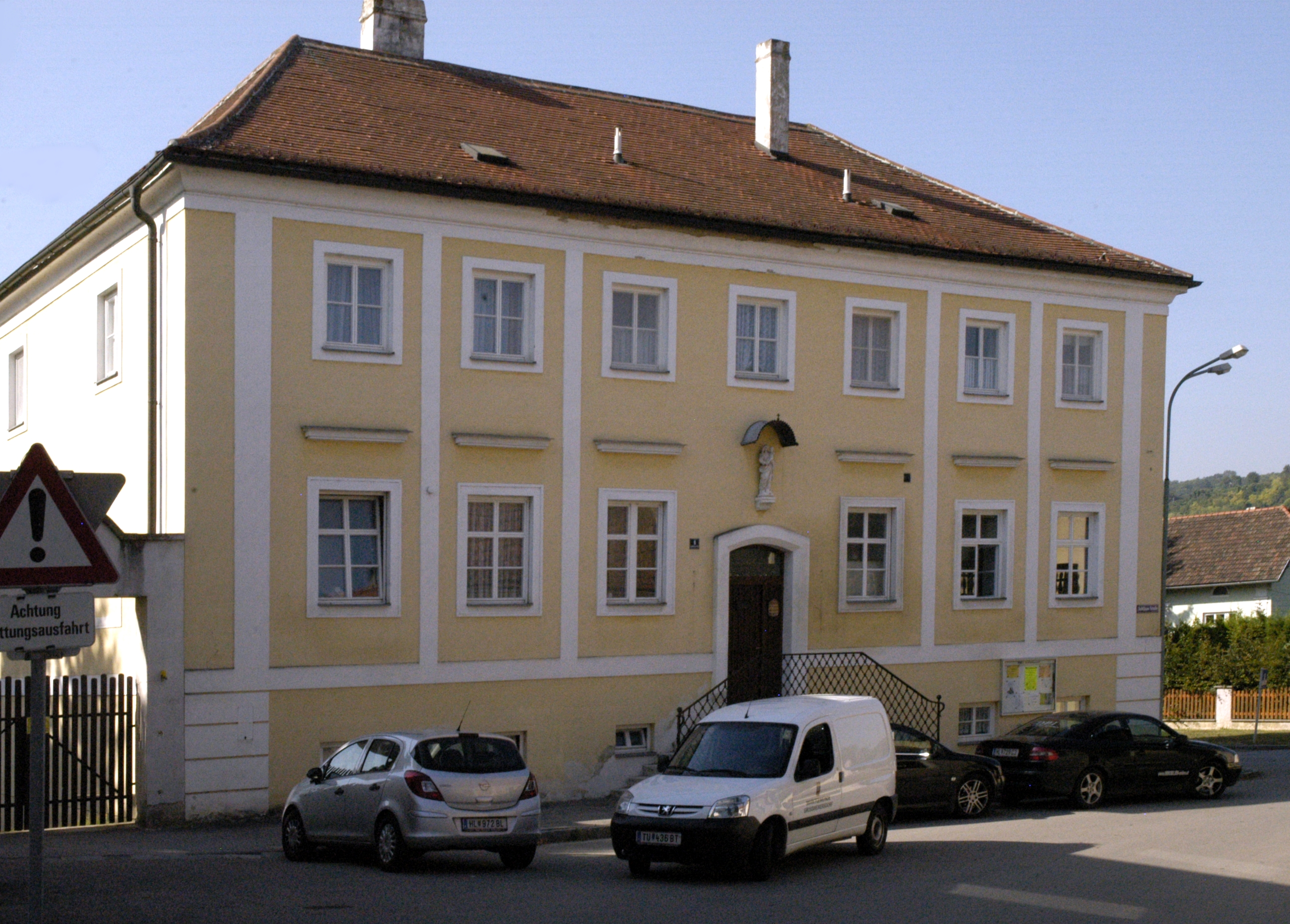
Katholischer Pfarrhof in Großweikersdorf

Der Pfarrhof Großweikersdorf steht in der Jubiläumstraße 1 in der Marktgemeinde Großweikersdorf im Bezirk Tulln in Niederösterreich. Der Pfarrhof steht unter Denkmalschutz (Listeneintrag) und gehört zur römisch-katholischen Pfarrkirche Großweikersdorf.
Der Pfarrhof wurde 1727 nach einem Brand neu errichtet. 1949 wurde ein zweites Geschoß aufgestockt. Der siebenachsige Bau zeigt eine Fassade mit Lisenen.
Im Hof steht ein schlichter Schüttkasten aus dem 18. Jahrhundert.
Der 1727 gleichfalls im Hof errichtete barocke Taubenkobel trägt einen Zwiebelhelm und erinnert an das Wappentier der Marktgemeinde. Die Gesamthöhe ist 8,5 m, der Zwiebelhelm selbst hat eine Höhe von 4,4 m. 1960 wurde der desolate Taubenkobel abgetragen und in der HTL Krems an der Donau originalgetreu erneuert und bis zum Jahr 1999 in der Marktgemeinde zwischengelagert. 1999 wurde der Taubenkobel durch freiwillige Helfer im Gemeindestadl wiederentdeckt und teils erneut restauriert und am ursprünglichen Ort wiederaufgestellt.